# سروري الكاشاني
سروری الكاشانی (الفارسية: سروری کاشانی؛ توفي بعد عام 1626 م) كان شاعرًا ومعجميًا في القرنين السادس عشر والسابع عشر في إيران الصفوية، وهو الذي ألف القاموس الفارسي فرهنك سروري.
كان سروري من مواليد كاشان. ويقال إن والده حاجي محمد كان صانع أحذية، وهو ما عمل به سروري أيضًا في وقت مبكر من حياته المهنية قبل أن يتحول إلى قراءة الكتب. ويقال إن سروري حفظ 30 ألف بيت شعري بسبب ذاكرته القوية. وفي عام 1599/1600م أكمل كتابه فرهنك سروري، وأهداه إلى الشاه عباس الأول (حكم 1587-1629 م). كما قام بتأليف نسخة مختصرة من القاموس، والمعروفة باسم خلاصة المَجمع، والتي تضمن افتتاحها موافقة الوزير الأعظم لشاه عباس الأول حاتم بك الأردبادي. يشير فهرس مكتبة سيباهسالار إلى وجود نسخة من العمل في مجموعة خاصة بتاريخ 1609/1610 م، مما يشير إلى أن هذا هو أحدث تاريخ لتأليفه.
بعد أن أصبح على دراية بفرهنك جهانكيري بحلول عام 1618، أنشأ سروري طبعة ثانية من فرهنك سروري، مما أدى إلى زيادة قائمة الكلمات بشكل كبير وتضمن افتتاحية ثانية. انتقل سروري إلى أصفهان، حيث التقى بالمسافر الإيطالي بييترو ديلا فالي في تشرين الثاني 1622 م. وفي عام 1622/23 م، انتقل سروري إلى لاهور في سلطنة مغول الهند. بعد عام 1626 م، قام بالحج إلى مكة لكنه توفي في الطريق.
وقد نجت بعض أبيات سروري في تذكرة طاهر نصر آبادي لميرزا محمد طاهر نصر آبادي.